# Хенри, Рико
Ри́ко Анто́нио Хе́нри (англ. Rico Antonio Henry; 8 июля 1997, Бирмингем) — английский футболист, левый защитник клуба «Брентфорд».

## Клубная карьера
Уроженец Бирмингема, Рико начал играть в футбол в команде «Кэдбери Атлетик». Проходил просмотр в бирмингемском клубе «Астон Вилла», но не был приглашён в клубную академию. В возрасте 11 лет стал игроком академии «Уолсолла», а к 14 годам сменил свою позицию на поле с центрального полузащитника на левого крайнего защитника. 13 декабря 2014 года дебютировал за «Уолсолл» в Лиге 1 в матче против «Барнсли». По итогам сезона 2014/15 был признан лучшим молодым игроком «Уолсолла». В сезоне 2015/16 провёл за команду 44 матча. В сентябре 2015 года был признан лучшим молодым игроком Футбольной лиги, а по итогам сезона был включён в «команду года» Лиги 1 по версии PFA.
31 августа 2016 года Хенри перешёл в «Брентфорд», выступавший в Чемпионшипе за 1,5 млн фунтов, подписав пятилетний контракт. Из-за травмы плеча, операции и последующей реабилитации Рико дебютировал за «Брентфорд» только 21 февраля 2017 года в матче против «Шеффилд Уэнсдей».
По итогам сезона 2020/21 Хенри был включён в состав символической «команды года» в Чемпионшипе по версии PFA, а «Брентфорд» квалифицировался в Премьер-лигу. 13 августа 2021 года дебютировал в Премьер-лиге в матче против «Арсенала», в котором «пчёлы» одержали победу со счётом 2:0.

## Карьера в сборной
В 2015 и 2016 году провёл четыре матча за сборную Англии до 19 лет.
В 2017 году провёл три матча за сборную Англии до 20 лет на Турнире четырёх наций, в котором англичане одержали победу. Был включён в заявку сборной на предстоящий чемпионат мира среди игроков до 20 лет, однако не принял участие в турнире из-за травмы.
Может представлять сборную Ямайки, откуда родом часть его предков.

## Достижения

### Командные достижения
Англия (до 20 лет)
- Победитель Турнира четырёх наций: 2017[14]

### Личные достижения
- Член «команды года» в Чемпионшипе по версии PFA: 2020/21[11]
- Член «команды года» в Лиге 1 по версии PFA: 2015/16[8]
- Молодой игрок месяца Английской футбольной лиги: сентябрь 2015[6]
- Молодой игрок года ФК «Уолсолл»: 2014/15[5]